# Довгокрил європейський
Довгокри́л європейський, довгокрил західний, довгокрил звичайний  (Miniopterus schreibersii) — кажан родини довгокрилових (Miniopteridae), один з 13 видів роду довгокрил (Miniopterus).
Таксономічна характеристика. Один з 13 видів роду; єдиний вид роду у фауні України, представлений номінативним підвидом. Вид довгий час іменували «звичайний», що було характерно для широко політипних видів у період до їх поділу на «малі» види. після виокремлення зі складу «звичайного» довгокрила низки нових видів за ним в українській мові закріплено назву «довгокрил західний».
Статус виду в Червоній книзі — II категорія.
Поширення. Крим та Закарпаття. Ареал охоплює також Південну і Центральну Європу, Північну Африку, Південно-Східну Азію, Австралію, острови — Мадагаскар, Цейлон, Філіппінські, Нова Гвінея та Японські; вид зустрічається на Кавказі, Закавказзі, у гірській системі Копетдаг, Південь Далекого Сходу.
Місця перебування. Передгірні та гірські райони. Селиться в підземних схованках (печери, гроти, тунелі), влітку іноді трапляється на горищах.
Чисельність. Незначна. Невеликі колонії збереглись у Рахівському, Берегівському, Мукачівському і Тячівському районах Закарпат. обл. Спорадично знаходять у карстових печерах Угольського масиву Карпатського біосферного заповідника. В Криму зник у 60-х рр. 20 століття.
Причини зміни чисельності. Масове відловлювання тварин, руйнування схованок; спелеотуризм, забруднення природного середовища пестицидами.
Особливості біології. Перелітний вид. Зимує за межами України, окремі особини залишаються зимувати на Закарпатті, влаштовуючи схованки в теплих ділянках печер з температурою повітря бл. 7 — 10 °C, відносною вологістю 80 — 85 %. Живе колоніями; може утворювати мішані зграї з ін. видами кажанів (зокрема, з нічницею гостровухою та нічницею великою). їжу добуває через 35 — 50 хв після заходу сонця. Літає швидко і мінливо над узліссями, садами, виноградниками. Живиться дрібними комахами — жуками та лускокрилими, двокрилими та прямокрилими. Самка раз на рік (червень — липень) народжує одне маля.
Розмноження у неволі. Даних немає.
Заходи охорони. Занесено до Червоної книги України (1980, 1994, 2009). Охороняється довгокрил в Карпатському біосферному заповіднику. Слід обмежити відвідування печер спелеотуристами, створити нові заказники у Закарпатській області, зокрема на околиці с. Ділового Рахівського району (єдине місце зимівлі колоній виду в Україні, існувало до 2003 року).